# Ululodes arizonensis
Ululodes arizonensis är en insektsart som beskrevs av Banks 1907. Ululodes arizonensis ingår i släktet Ululodes och familjen fjärilsländor. Inga underarter finns listade i Catalogue of Life.